# شهریارک تاهیتی
شهریارک تاهیتی (نام علمی: Pomarea nigra) نام یک گونه از سرده شهریارک‌های سیاه است.